# Otto Reche

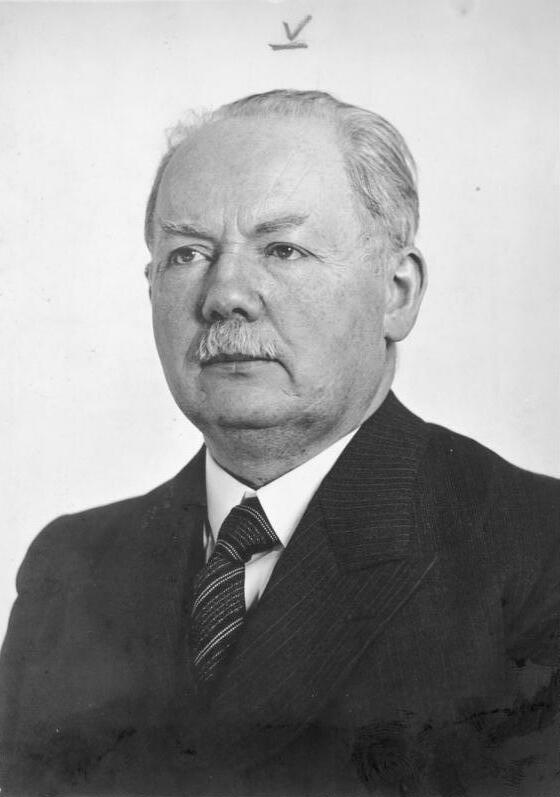
Otto Reche (1939)

Otto Reche (* 24. Mai 1879 in Glatz; † 23. März 1966 in Großhansdorf bei Hamburg) war ein deutscher Anthropologe, Ethnologe und „Rassenkundler“.

## Leben

### Jugend und Ausbildung
Nach dem Schulbesuch studierte Reche Zoologie, vergleichende Anatomie, Anthropologie bei Ernst Haeckel und Johannes Walther sowie Botanik bei Ferdinand Albin Pax in Breslau, später Geographie an der Universität Jena bei Karl Dove und Naturwissenschaften in Berlin. Er besuchte zudem Veranstaltungen zur Paläontologie bei Frech, zur Anthropologie und Völkerkunde bei Georg Thilenius in Philosophie und zur Psychologie bei Hermann Ebbinghaus, die auf sein Schaffen großen Einfluss haben sollten.
1904 wurde Reche an der Universität Breslau mit einer Arbeit zur vergleichenden Anatomie und Zoologie bei Willy Kükenthal promoviert. Thema der Dissertation war „Über Form und Funktion der Halswirbelsäule der Wale“.

### Laufbahn in Kaiserreich und Weimarer Republik
Im Anschluss an seine Universitätszeit arbeitete Reche zunächst einige Jahre lang beim Museum schlesischer Altertümer bei Hans Seger in Breslau und am Museum für Völkerkunde in Berlin. Später wechselte er als Dozent an das Kolonialinstitut in Hamburg, dem Vorläufer der dortigen Universität.
1908/09 nahm Reche an der Südsee-Expedition der Hamburgischen Wissenschaftlichen Stiftung teil. 1911 wurde er Abteilungsvorsteher am Museum für Völkerkunde Hamburg. Am Ersten Weltkrieg nahm er von 1915 bis 1917 als Offizier des Landsturms an der Ostfront teil. 1918 wurde er zum Professor ernannt. 1919 habilitierte er sich an der Universität Hamburg für Anthropologie und Ethnologie. 1924 wurde er ordentlicher Professor an der Universität Wien in der Nachfolge von Rudolf Pöch. Seit 1927 hatte er den Lehrstuhl für Anthropologie und Ethnologie der Universität Leipzig als Nachfolger Karl Weules inne. Dort leitete er ab 1. September 1927 das Ethnologisch-Anthropologische Institut, später umbenannt in „Institut für Rassen- und Völkerkunde“. Zum 11. November 1933 unterzeichnete er das Bekenntnis der Professoren an den deutschen Universitäten und Hochschulen zu Adolf Hitler und dem nationalsozialistischen Staat, einen Wahlaufruf zur NS-Einheitslistenwahl am folgenden Tag (Reichstagswahl November 1933).
1925 begründete Reche die „Wiener Gesellschaft für Rassenpflege“, 1926 gemeinsam mit dem Marinearzt Paul Steffan die „Deutsche Gesellschaft für Blutgruppenforschung“ und 1927 deren Organ die Zeitschrift für Rassenphysiologie. Er entfaltete eine rege „rassekundliche“ Schulungs- und Vortragstätigkeit und wurde Vorstand des Anthropologischen Instituts der Universität Wien. Trotz der kaum verhüllten nationalsozialistischen Orientierung der Gesellschaft konnten die an dem Institut tätigen Professoren, Dozenten und Assistenten ihre Lehren ungehindert verbreiten, da nach außen hin der Anschein strenger Wissenschaftlichkeit gewahrt blieb. Reches früherer wissenschaftlicher Assistent Michael Hesch attestierte 1939 in einer Festschrift anlässlich Reches 60. Geburtstags, durch die Wirksamkeit der Gesellschaft sei „vor allem auch der jüdische Einfluss auf diesem bis dahin ganz überwiegend von Juden bearbeiteten Gebiet [der Blutgruppenforschung] in Deutschland schon vor 1933 weitgehend ausgeschaltet worden.“

### Zeit des Nationalsozialismus und spätes Leben
In der Zeit des Nationalsozialismus stand Reche in Kontakt mit unterschiedlichen NS-Organisationen. Beruflich war er vor allem mit der Erstellung rassenkundlicher Abstammungsgutachten beauftragt. Daneben intensivierte er seine anthropologischen Erhebungen bei unterschiedlichen Bevölkerungsgruppen, vor allem aber bei den Sorben.
Am 10. Juni 1937 beantragte Reche die Aufnahme in die NSDAP und wurde rückwirkend zum 1. Mai desselben Jahres aufgenommen (Mitgliedsnummer 5.172.031). Daneben war er auch Mitglied in NSV, NS-Lehrerbund, NSKOV, Reichsbund Deutsche Familie und NS-Altherrenbund. Er war Mitherausgeber der vom SS-Ahnenerbe herausgegebenen Zeitschrift „Der Biologe“. Am 24. September 1939 gab er die „Leitsätze zur bevölkerungspolitischen Sicherung des deutschen Ostens“ heraus. Er war beteiligt an der Ausbildung von „Eignungsprüfern zur Eindeutschung“ für polnische Kinder. In der Deutschen Gesellschaft für Rassenhygiene und der Deutschen Gesellschaft für Rassenforschung saß er im Vorstand.
Am 16. April 1945 wurde Reche von den Amerikanern verhaftet. Nach seiner Freilassung konnte er seine Tätigkeit als Sachverständiger wieder aufnehmen und fertigte gerichtliche Vaterschaftsgutachten an.

## Wissenschaftliches Wirken
1931 führte die Beschäftigung mit dem Wesen der Blutgruppen durch Untersuchungen im Ultraviolettlicht durch Reche zur Entdeckung der Fluoreszenz des Blutserums Kranker, deren Gesetzmäßigkeiten und Auswertbarkeit für die Frühdiagnose von Krankheiten seither Gegenstand medizinischer Forschung geworden sind. (Fluoreszenzdiagnose in: Münchener Medizinische Wissenschrift Nr. 38, 1931).

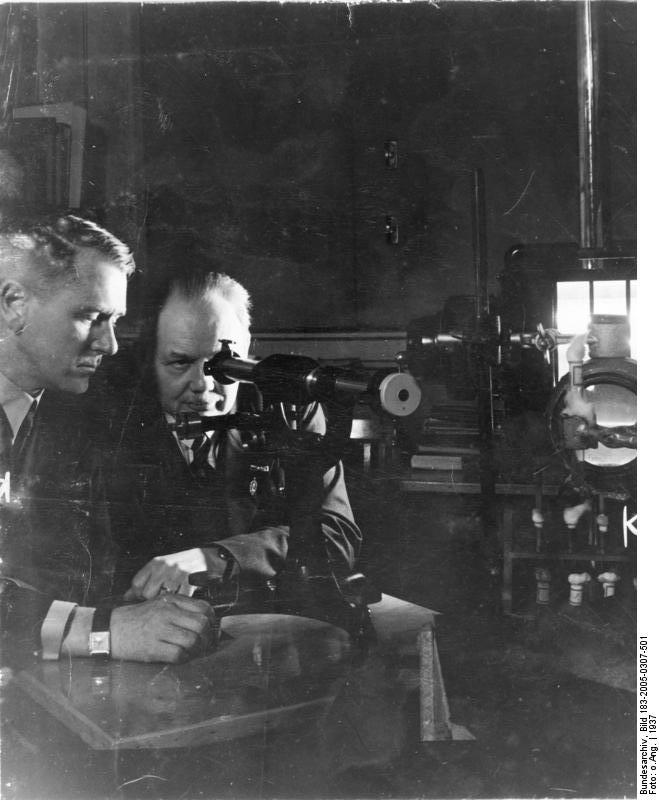
Reche bei der Untersuchung von Blutserum (1937)

Reche hatte maßgeblichen Anteil an der Begründung und den Ausbau des sogenannten rassenbiologischen Abstammungsgutachtens: Auf Reches Begründung hin traf der Oberste Gerichtshof in Wien 1926, erstmals für Gerichte im deutschsprachigen Raum, in einem Vaterschaftsprozess die Entscheidung, dass neben den bis dahin allein herangezogenen Blutgruppen auch die rassenkundliche „Erbanalyse“ für das Gutachten herangezogen werden dürften. Während der Zeit des Nationalsozialismus wurde das erb- und rassenbiologische Abstammungsgutachten als ein wesentliches Hilfsmittel der Rassenpflege im Sinne der Nürnberger Gesetze von 1935 herangezogen. Seine diesbezüglichen Theorien arbeitete Reche in Schriften wie Anthropologische Beweisführung in Vaterschaftsprozessen (1926), Abstammungsnachweis und Rasse (1938) und Zur Geschichte des biologischen Abstammungsnachweises in Deutschland (1938) aus.
Während des Zweiten Weltkriegs trat Reche auch als „Apologet des Völkermordes in Osteuropa“ in Erscheinung. So bot er als Berater der Norddeutschen Forschungsgesellschaft (NOFG), die personell mit der von Albert Brackmann eingerichteten Publikationsstelle Berlin-Dahlem weitgehend identisch war und auch die gleichen Räume benutzte, im September 1939 seine anthropologische Sachkenntnis an, da er aus jahrzehntelanger Forschung wisse, was im polnischen Volk „rassisch wertvoll“ sei und welche Bevölkerungsgruppen aus den neuen deutschen Siedlungsgebieten in Polen zu vertreiben seien: „Wir brauchen ja Raum, aber keine polnischen Läuse im Pelz.“ Über Brackmann konnte er seine rassistischen Konzeptionen in die einflussreiche Ostforschung einbringen. Im September 1942 warnte er vor einer „Mischung“ der Deutschen mit den Rassen der eroberten Gebiete in der Sowjetunion, die er als „biologisch destruktiv“ bezeichnete. Deshalb müssten die Siedlungsgebiete vorher von allen Einheimischen „gesäubert“ werden.

## Schriften
Reche schrieb unter anderem „Zur Ethnographie des abflußlosen Gebietes Deutsch-Ostafrikas“ (1914) und gab mehrere anthropologische Zeitschriften (zum Beispiel: Zeitschrift für Rassenphysiologie und Volk und Rasse. Illustrierte Monatsschrift für deutsches Volkstum, Rassenkunde, Rassenpflege. Zeitschrift des "Reichsausschusses für Volksgesundheitsdienst" und der "Deutschen Gesellschaft für Rassenhygiene.") heraus. Große Bedeutung erlangte sein ethnographisches Werk Verbreitung der Menschenrassen, das gemeinsam mit den dazugehörigen Schulwandkarten während der NS-Zeit in großem Umfang im Schulunterricht verwendet wurde.

### Schriften (Auswahl)
- Zur Anthropologie der jüngeren Steinzeit in Schlesien und Böhmen. In: Archiv für Anthropologie. Neue Folge. Band 7, Nr. 2/3, 1908. Reche postuliert darin eine „sudetische Rasse“.
- Der Kaiserin-Augusta-Fluß, Hamburg 1913.
- Zur Ethnographie des abflußlosen Gebietes Deutsch-Ostafrikas auf Grund der Sammlung der Ostafrika-Expedition (Dr. E. Obst) d. Geographischen Gesellschaft in Hamburg, Hamburg 1914.
- Die Bedeutung der Rassenpflege für die Zukunft unseres Volkes, Wien 1925.
- Zum 25jährigen Bestehen des Vinderen-Laboratoriums in Oslo, München 1932.
- Das frühneolithische Skelett von Gross-Tinz in Schlesien, Leipzig 1933 (Veröffentlichungen des Staatlich-Sächsischen Forschungsinstitutes für Völkerkunde in Leipzig, Dritte Reihe: Rassenkunde, Bd. 1.)
- Kaiser Karls Gesetz zur politischen und religiösen Unterwerfung der Sachsen, Leipzig 1935.
- Der mittelsteinzeitliche Schädel von Nordwalde in Westfalen. In: Aus der Vorzeit in Rheinland, Lippe und Westfalen, 1935, Jg. 2, S. 113–124. (Auch als Sonderdruck.)
- Die Rassenmischung beim Menschen, München 1936.
- Rasse und Heimat der Indogermanen, München 1936.
- Die Bedeutung der Rassenpflege für die Zukunft unseres Volkes, 1938.